# Google Chat
Google Chat (trước đây gọi là Hangouts Chat) là phần mềm giao tiếp, trò chuyện do hãng Google phát triển. Phần mềm này cho phép người dùng nhắn tin trực tiếp hoặc nhắn tin thông qua phòng trò chuyện nhóm, nhắn tin nhiều người, đồng thời cho phép người dùng chia sẻ nội dung lên Google Drive. Đây là một trong hai phần mềm được Google thiết kế nhằm thay thế cho Google Hangouts, nền tảng bị Google khai tử vào tháng 10 năm 2019 (ứng dụng còn lại là Google Meet).
Ban đầu, Google Chat chỉ dành cho khách hàng của Google Workspace (trước đây là G Suite). Các tính năng trong tất cả các gói Google Workspace đều giống hệt nhau, ngoại trừ Vault cùng tính năng quản lý thiết bị đầu cuối (bị khuyết thiếu trong phiên bản Business Starter và Business Standard). Vào tháng 10 năm 2020, sau khi Hangouts chính thức ngừng hoạt động, Google công bố kế hoạch triển khai Google Chat cho tất cả các đối tượng người dùng, sớm nhất là vào năm 2021. Tính năng này bắt đầu được triển khai cho các tài khoản của người dùng ở chế độ "truy cập sớm" (early access) vào tháng 2 năm 2021. Mặc dù vậy, Hangouts lúc đó vẫn được sử dụng cho những tài khoản Google tiêu chuẩn. Đến tháng 4 năm 2021, Google Chat được Google cung cấp hoàn toàn miễn phí dưới dạng dịch vụ "truy cập sớm" dành cho những người dùng chọn sử dụng dịch vụ này thay vì Hangouts.

## Lịch sử

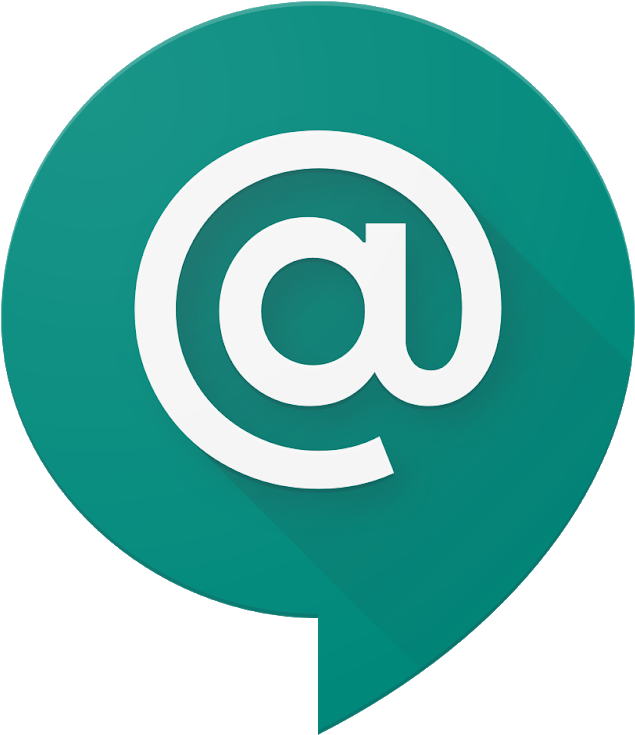
Biểu trưng của Google Trò chuyện được sử dụng từ năm 2017 đến tháng 10 năm 2020

Vào tháng 3 năm 2017, Google chính thức công bố nền tảng Hangouts Chat tại sự kiện Cloud Next của hãng. Ứng dụng này cho phép người dùng nhắn tin trực tiếp hoặc thông qua các phòng trò chuyện, đồng thời được Google coi như là một đối trọng, một câu trả lời của hãng dành cho phần mềm Slack. Sau này, Hangouts Chat được đổi tên thành Google Chat.